# Ioulia Allagulova
Ioulia Iakounovna Allagulova (en russe : Юлия Якуновна Аллагулова), née le 25 juin 1972 à Léningrad, est une patineuse de vitesse sur piste courte russe.

## Biographie
Aux Jeux olympiques d'hiver de 1992 à Albertville, elle remporte avec l'équipe unifiée la médaille de bronze du relais féminin 3 000 m.